# Pere Català i Pic
Pere Català i Pic (Valls, Alt Camp, 1889 – Barcelona, 1971) fou un fotògraf, publicista i escriptor català. És especialment conegut per cartells bèl·lics i propaganda republicana durant la Guerra Civil espanyola, tals com l'obra Aixafem el feixisme. Fou pare de Maria Àurea Català i Roca, Francesc Català-Roca i Pere Català i Roca.

## Context històric
Nascut als cinquanta anys de la invenció del daguerreotip, viurà l'ascens de la fotografia com a gènere artístic, interessant-se pels progressos tècnics i científics aplicats al camp fotogràfic. Viurà també l'aplicació de la fotografia en el camp publicitari, en un moment en què els mitjans de reproducció mecànica de l'art generen un debat sobre la natura de la producció artística. El panorama de la fotografia espanyola i catalana patirà canvis estimulants durant el primer terç del segle xx i l'obra de Català i Pic anirà paral·lela a aquest progrés, superant el pictorialisme regnant i defensant l'especificitat del llenguatge fotogràfic. Al mateix temps, Català i Pic restarà obert a l'evolució de la fotografia moderna que s'intueix a Europa i que arriba a l'estat espanyol en el context històric de la Segona República Espanyola, si bé quedarà en gran part truncat per la guerra civil i l'adveniment del franquisme.

## Biografia
Orfe de pare, la seva mare es va instal·lar a Barcelona, on Pere Català va cursar estudis primaris, entrant a treballar en un banc, sent encara molt jove. En el marc laboral del banc va obtenir per sorteig una càmera fotogràfica que li permeté d'afeccionar-se a la fotografia. Si bé va passar uns mesos a l'estudi fotogràfic de Rafael Areñas, la seva formació va ser bàsicament autodidacta. Entre 1915 i 1931 va decidir establir-se com a fotògraf retratista en la seva ciutat natal, Valls, on realitzarà, a part de retrats, fotografia documental d'un ampli registre temàtic. Durant aquesta etapa, les seves inquietuds artístiques el duran a interessar-se per qüestions teòriques i tècniques i a conèixer l'obra de fotògrafs europeus d'avantguarda, a través de diversos viatges entre 1928 i 1931 i de les revistes il·lustrades i és per aquest motiu que la seva obra pot relacionar-se amb la de fotògrafs com Man Ray, Moholy-Nagy, Renger-Patzsch i Sougez, entre d'altres, si bé té una personalitat pròpia.
L'any 1931, poc després de la proclamació de la República, retorna a Barcelona per a establir el seu estudi fotogràfic, dedicant els seus esforços a la renovació de la fotografia publicitària, terreny en el que fou pioner a Catalunya, juntament amb Josep Sala i Josep Masana. Català i Pic s'interessarà per les teories psicològiques de la publicitat, en voga en aquells moments, i col·laborarà amb l'Institut Psicotècnic de la Generalitat de Catalunya, participant en congressos, cursos i conferències sobre el tema.
Entre 1932 i 1936, sota la marca PIC, realitzarà fotografies publicitàries per encàrrec de diverses empreses (Anís del Mono, Xocolates Juncosa, Cocaína en flor de Parera, etc.), incorporant igualment la moderna tipografia. També és autor d'articles en revistes com Mirador, Revista Ford, Nova Ibèria i Art de la Llum, on reivindica la modernitat de la fotografia publicitària. Estarà en contacte amb associacions d'avantguarda, com ADLAN (Amics de l'Art), participant activament en l'exposició que l'any 1935 ADLAN dedicà a Barcelona a Man Ray, i GATCPAC (Grup d'Arquitectes Tècnics per al Progrés de l'Arquitectura Contemporània). Durant la guerra civil, Català i Pic posarà el seu enginy al servei de la propaganda republicana, ocupant-se de les edicions del Comissariat de Propaganda de la Generalitat. D'aquesta època data el famós cartell Aixafem el feixisme, un dels primers realitzats de forma estrictament fotogràfica.
Acabada la contesa, per la seva militància republicana, no li és possible reprendre el seu negoci fins a l'any 1941, on és assistit pels seus fills: Maria-Àurea Català i Roca, que es dedicaria a la pintura; Francesc Català i Roca, que es convertiria en un fotògraf de prestigi; i Pere Català i Roca, també fotògraf i escriptor. A l'any 1945 podem considerar que Català Pic torna a ser reconegut, tant en el fotogràfic com en el literari. Persona de gran cultura, va dedicar igualment els seus darrers anys a escriure contes, novel·la i obres teatrals.

## Llegat
El juny del 2017 el Departament de Cultura de la Generalitat de Catalunyà ingressa a l'Arxiu Nacional de Catalunya el fons Pere Català, que fou estat cedit en règim de comodat pels seus hereus i propietaris. El fons està constituït per unes 15.000 imatges, entre positius i negatius; 15.000 documents textuals i uns 15.000 exemplars de la biblioteca adjunta, incloent-hi també la secció denominada “Alguer”. La cessió en comodat del fons té una durada de 10 anys, transcorreguts els quals es transformarà en donació. Els hereus Català van expressar la voluntat de no obtenir beneficis econòmics del fruit del treball i pensament del seu pare i avi en la venda del fons, que volien posar a disposició de tota la societat. A canvi, però, es reserven els drets d'explotació i asseguren que la totalitat del fons estarà descrita i digitalitzada en el termini de 10 anys, compromís per tal de fer la donació. En aquest sentit, l'Arxiu Nacional de Catalunya iniciarà aviat les tasques prèvies a la descripció del fons amb l'objectiu que durant els pròxims anys el fons estigui a disposició dels investigadors i del públic en general.
El 2022 el Museu d'Història de Catalunya va dedicar una retrospectiva a la nissaga dels Català.